# Dolbeau-Mistassini
Dolbeau-Mistassini es una ciudad de la provincia de Quebec, Canadá. Está ubicada en el condado regional de Maria-Chapdelaine y a su vez, en la región administrativa de Saguenay–Lac-Saint-Jean. Hace parte de las circunscripciones electorales de Roberval a nivel provincial y de Roberval a nivel federal.

## Geografía
Dolbeau-Mistassini se encuentra ubicada en las coordenadas 48°53′00″N 72°14′00″O / 48.88333, -72.23333. Según Statistics Canada, tiene una superficie total de 295,67 km² y es una de las 1135 municipalidades en las que está dividido administrativamente el territorio de la provincia de Quebec.

## Demografía
Según el censo de 2011, había 14 384 personas residiendo en esta ciudad con una densidad poblacional de 48,6 hab./km². Los datos del censo mostraron que de las 14 546 personas censadas en 2006, en 2011 hubo una disminución poblacional de 162 habitantes (-1,1%). El número total de inmuebles particulares resultó de 6755 con una densidad de 22,85 inmuebles por km². El número total de viviendas particulares que se encontraban ocupadas por residentes habituales fue de 6312.